# 隨福
隨福（1822年—？），字納之，号小山，一号曉珊，札思瑚里氏，满洲正白旗人。道光甲辰举人，同治乙丑进士。
钦点即用知县，签分山东，任金乡县知县。

## 家庭成员
- 曾祖西通額，乾隆戊辰翻译进士，福建道监察御史；
- 祖德昌，四川雅州府、湖南宝庆府、河南卫辉府知府，河南开归、陈許兵备道；
- 父成斌，乾隆乙卯举人，云南普洱府知府；
- 妻赵氏，福建漳州盐运使達泰之女。[2]